# Stazione di Kamitobaguchi
La stazione di Kamitobaguchi (上鳥羽口駅?, Kamitobaguchi-eki) è una stazione ferroviaria situata nel quartiere di Fushimi-ku della città di Kyoto, nella prefettura omonima, in Giappone, servente la linea Kintetsu Kyōto delle Ferrovie Kintetsu, che congiunge Kyoto con Nara. Dista 2,5 km dal capolinea di Kyoto Centrale.

## Linee
Ferrovie Kintetsu
● Linea Kintetsu Kyōto

## Aspetto
La stazione è costituita da 2 binari passanti in deviata su viadotto con un marciapiede a isola, e il mezzanino si trova al piano terra, con tornelli di accesso e biglietteria. Esternamente ai due binari in uso sono presenti due binari di sorpasso.
| 2 | ■ Linea Kintetsu Kyōto | per Tambabashi, Shin-Tanabe, Yamato-Saidaiji, Nara, Tenri, Yamato-Yagi, Kashiharajingū-mae e Yoshino |
| 3 | ■ Linea Kintetsu Kyōto | per Tōji e Kyoto                                                                                     |

## Stazioni adiacenti
| «                   | Servizio            | »                   |
| Linea Kintetsu Nara | Linea Kintetsu Nara | Linea Kintetsu Nara |
| ------------------- | ------------------- | ------------------- |
| Jūjō                | Locale              | Takeda              |
| Transito            | Semiespresso        | Transito            |
| Transito            | Espresso            | Transito            |